# كلوتشان (غلبايغان)
كلوتشان (بالإنجليزية: Koluchan, Isfahan)‏ هي قرية تقع في قسم جلغة الريفي في إيران. يقدر عدد سكانها بـ 273 نسمة بحسب إحصاء 2016.